# Aljaksandr Usaŭ
Aljaksandr Usaŭ (belarusiska: Аляксандр Усаў), född 27 augusti 1977 i Minsk, är en belarusisk tävlingscyklist. Han tävlade 2009§§§ för det ukrainska laget ISD Continental Team.